# Kornelin (województwo kujawsko-pomorskie)
Kornelin – wieś w Polsce położona w województwie kujawsko-pomorskim, w powiecie nakielskim, w gminie Szubin.

## Położenie
Leży nad 2 jeziorami: Meszno i Bagno.

## Podział administracyjny
| SIMC    | Nazwa        | Rodzaj    |
| ------- | ------------ | --------- |
| 0994029 | Aleksandrowo | kolonia   |
| 0994012 | Jaktórka     | część wsi |

W latach 1975–1998 miejscowość administracyjnie należała do województwa bydgoskiego.

## Demografia
Według Narodowego Spisu Powszechnego (III 2011 r.) liczyła 155 mieszkańców. Jest 28. co do wielkości miejscowością gminy Szubin.